# 크리스티안 1세 폰 안할트베른부르크 후작
크리스티안 1세 폰 안할트베른부르크 후작(Christian I., 1568년 5월 11일 – 1630년 4월 17일)는 아스카니어가 출신의 후작으로 그는 원래 안할트 지역을 다스렸다. 그러나 1603년 그는 재설립된 안할트베른부르크 후국의 후작이 되었다. 그는 1595년부터 팔츠 선제후국의 통치자 프리드리히 4세의 고문 총독이 되었다.

## 생애
크리스티안은 안할트 후작 요아힘 에른스트의 2남으로, 에른스트의 첫 부인이자 바비 뮈힐겐 백작 볼프강 1세의 딸인 아그네스 소생이었다. 베른부르크에서 태어나서 1570년부터 그는 데사우로 가서 라틴어, 이탈리아어, 프랑스어를 배웠다. 여전히 어린 나이였지만 그는 정치 사절단에 참여해 코스탄티니예로 갔으며 이후 야망적이고 도시적인 정치가로 변모했다. 그는 1586년 드레스덴으로 이동해 그와 이름이 같은 작센 선제후 크리스티안 1세를 만나 친구가 되었으며, 칼뱅파를 배워왔다. 그는 선제후 회의에서 알콜 중독으로 고생했다. 1586년 12월 그는 고국으로 돌아갔지만 여전히 칼뱅주의에 빠져 있었으며 후에 프리드리히 4세의 고문관으로 복무한다. 1591년 그는 팔츠 선제후에서 프랑스 왕 앙리 4세의 지원하에 팔츠 군을 이끌게 된다. 그는 훗날 스트라스부르 공국의 소유를 둘러싼 전쟁에서 그는 로렌에 맞서 브란덴부르크를 지지했다. 1595년 그는 프리드리히 4세로부터 오버팔츠현 암베르크의 통치권자로 임명되었다.
1603년 안할트와 베른부르크가 통합되면서 1468년 이례 폐지된 안할트베른부르크 후국이 부활했다. 정치가로써 그는 1608년 개신교 제후동맹을 성립하는데 중요한 역할을 했다. 프리드리히 4세가 죽자 프리드리히 5세를 위해 그는 헌신을 다했다. 그가 보헤미아 왕국의 왕이 되자 그는 개신교 세력을 신성 로마 황제 페르디난트 2세로부터 보호하는 임무 맡았다. 1619년 프리드리히는 지역 귀족들에 의해 그들의 왕으로 추대되었다. 이러한 노력에도 불구하고 백산 전투가 벌어진 1620년 이들은 신성 로마 제국군에게 패배했다. 1621년 팔츠 선제후령과의 동맹으로 인해 그는 신성 로마 제국에서 파면되었다. 이후 그는 스웨덴 제국으로 갔다가 덴마크-노르웨이의 크리스티안 4세에게 몸을 의탁했다. 페르디난트 2세에게 호소한 결과, 그는 1624년 신성 로마 제국 내 그의 영지로 돌아왔고, 그는 6년 후 그곳에서 죽었다.